# Dysidea cinerea
Dysidea cinerea är en svampdjursart som beskrevs av Keller 1889. Dysidea cinerea ingår i släktet Dysidea och familjen Dysideidae. Inga underarter finns listade i Catalogue of Life.